# Paradentalium gouldii
Paradentalium gouldii är en blötdjursart som först beskrevs av Dall 1889.  Paradentalium gouldii ingår i släktet Paradentalium och familjen Dentaliidae. Inga underarter finns listade i Catalogue of Life.